# Petrine

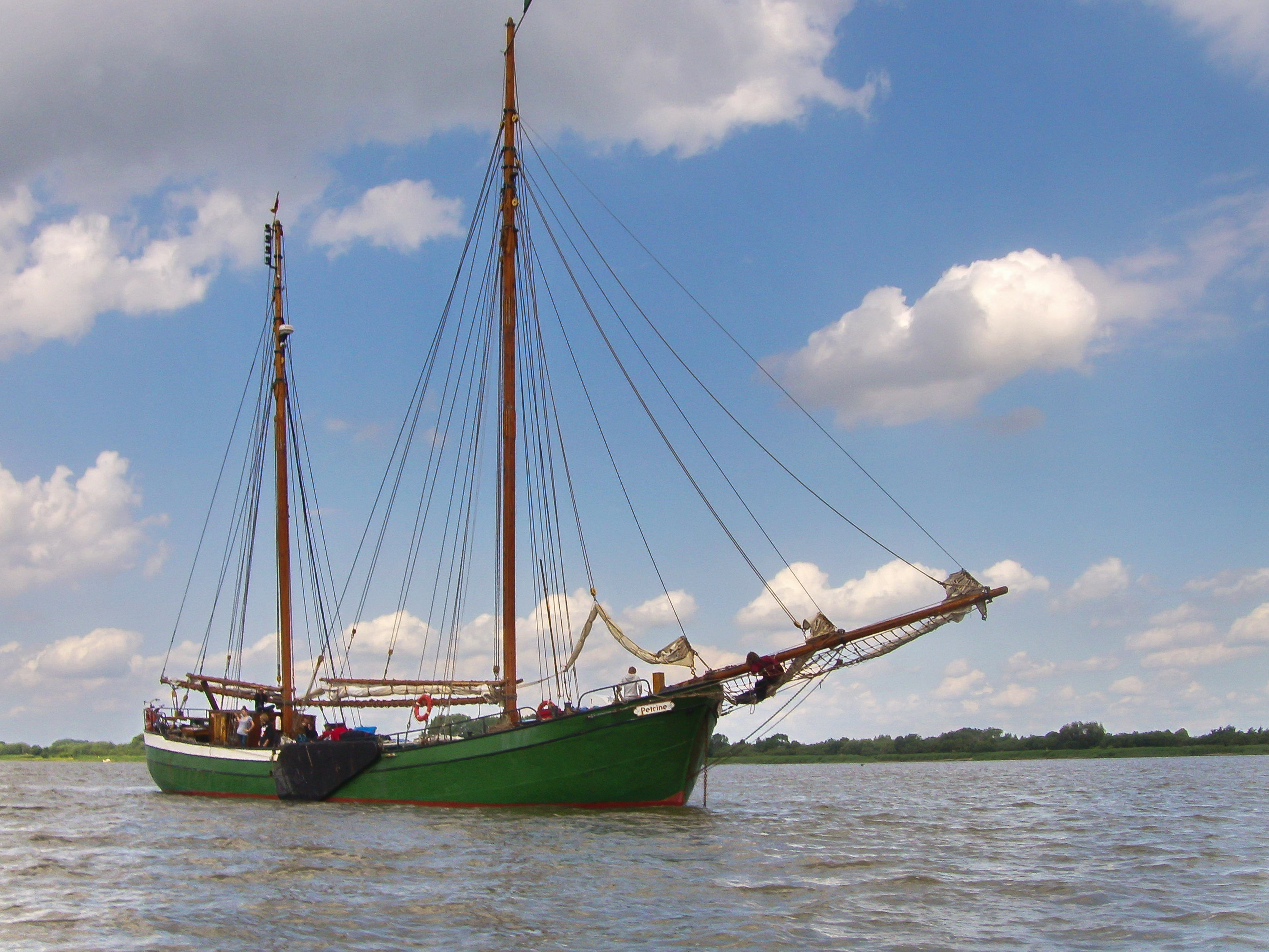
Petrine (2011)

Le Petrine est un ketch à coque et pont en acier. Son port d'attache est Heikendorf en Allemagne. Il navigue comme voilier-charter de croisière principalement en mer du nord, en mer baltique, Manche et Atlantique.

## Histoire
Il a été construit en 1909 au chantier naval Jacobs H.-Werft de Moorrege au Schleswig-Holstein. Il était initialement un bateau de pêche de type see-ewer (gabare de mer) adapté à la navigation en eau peu profonde des estuaires de l'Elbe, de l'Ems et de la Weser et a travaillé sans moteur jusqu'en 1924 en mer Baltique et mer du Nord.
Plus tard son gréement a été enlevé et il est devenu un caboteur-vraquier. Abandonné, il est restauré dès 1983 pour être converti en voilier de plaisance avec le gréement d'origine , celui d'un ketch à cornes, et les cabines pour les passagers.
Il est désormais utilisé en croisière (avec 21 passagers) et  voilier-école sur les côtes de Norvège, mer du nord et Baltique.
Il participe à de nombreux rassemblements de vieux voiliers sur la côte atlantique comme les Hanse Sail de Rostock et à Brest 2008 et  aux Tonnerres de Brest 2012.